# 방아쇠

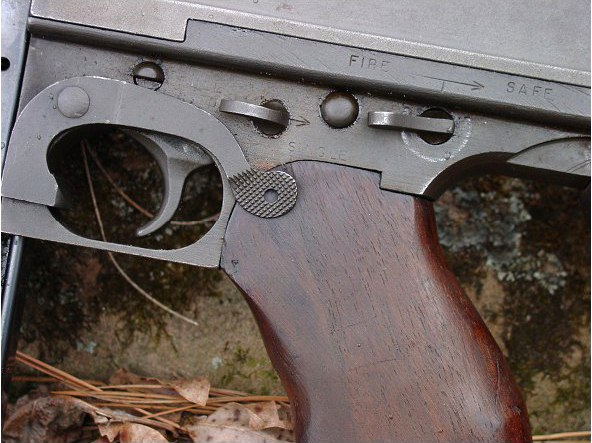

방아쇠(Trigger)는 화기를 격발시키는 장치이다. 대부분의 방아쇠는 공통적으로 검지로 누르게 되어 있는 레버장치로 구성되어 있다. 하지만 다른 손가락을 사용하는 방아쇠도 있다.(M2 브라우닝 머신건이나 스프링필드 아머리 M6 스카우트가 대표적이다.)

## 액션
방아쇠의 장치는 일반적으로 싱글 액션(Single Action)과 더블 액션(Double Action)으로 나눌 수 있다.

### 싱글 액션
싱글 액션은 공이 또는 공이치기가 장전된 상태에서 방아쇠를 당기면 격발이 되는 격발 방식을 이야기한다. 해머스프링을 미리 장전시킨 상황에서 격발이 시작되므로 방아쇠 압력을 일정 한도 내에서 자유로이 조정할 수 있으며, 더블 액션 보다 방아쇠압이 낮아서 짧은 시간 안에 정확한 사격을 할 수 있다. 하지만 격발 전 장전을 해야 격발을 할 수 있다는 단점이 있다.

### 더블 액션
더블 액션이란 방아쇠를 당겼을 때 공이 또는 공이치기가 후퇴했다가(1) 전진하여 격발하는(2) 두 방향의 움직임을 보이는 격발 방식이다. 따라서 약실 안에 탄이 들어있으면 장전 절차를 거치지 않고 바로 격발할 수 있다는 이점이 있으나, 싱글 액션과 달리 장전도 방아쇠로 해결하므로 방아쇠의 압력이 싱글 액션보다 크며 더 긴 거리를 당겨야 한다는 단점이 있다. 그러므로 발사 시간이 지체되어 정확한 사격이 어려워진다.